# Bande des 30 mètres
La bande 10 MHz, désignée aussi par sa longueur d'onde, 30 mètres, est une bande du service radioamateur destinée à établir des radiocommunications de loisir. Cette bande est utilisable pour le trafic intercontinental et continental.

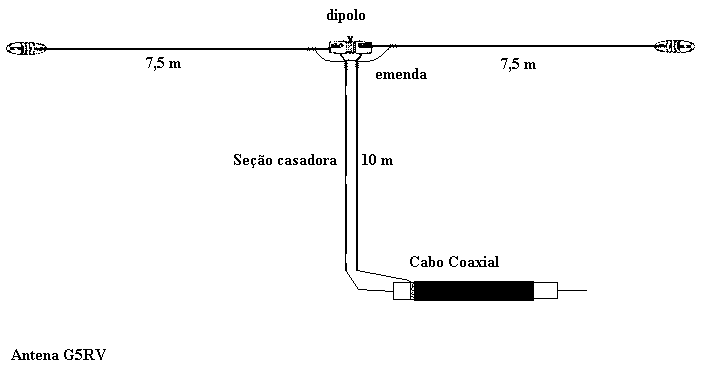
Antenne G5RV pour propagation par onde réfléchie entre ciel et terre.

## La bande des 30 mètres dans le monde
- la bande des "30 mètres" de 10,1 MHz à 10,15 MHz dans le du monde : (UIT) [1].

.

### Tableau de la bande des 30 mètres
| Bande des 30 mètres | 10100 10140 | 10140 10150 |
| ------------------- | ----------- | ----------- |
| IARU Region 1       |             |             |

Légende
|  | = CW, data (Bande passante <200 Hz)            |
|  | = CW, RTTY, Digimodes (Bande passante <500 Hz) |

## Historique
- Bande attribué au service radioamateur le 1er février 1982 par la Conférences Mondiale des radiocommunications 1979.

## La manœuvre d’une stationradioamateur
Pour manœuvrer une station radioamateur dans la bande 30 mètres, il est nécessaire de posséder un Certificat d'opérateur du service amateur de classe HAREC .

## Répartition de la bande 10,1 MHz pour laFrance
- La bande de 10,1 MHz à 10,15 MHz est partagée entre plusieurs services.

| Fréquences en MHz | Utilisations radioamateur Modes                                                                                          |
| ----------------- | --- |
| 10,100 à 10,106   | Société, organisation diverse, Radioamateurs en radiotélégraphie, bande des 30 mètres en C.W.                            |
| 10,106            | Radioamateurs en radiotélégraphie en faible puissance, bande des 30 mètres en C.W.                                       |
| 10,106 à 10,110   | Société, organisation diverse, Radioamateurs en radiotélégraphie, bande des 30 mètres en C.W.                            |
| 10,110            | Le premier dimanche du mois de 11 h à 12 h radioamateurs en radiotélégraphie en faible puissance à vitesse lente en C.W. |
| 10,110 à 10,114   | Société, organisation diverse, Radioamateurs en radiotélégraphie, bande des 30 mètres en C.W.                            |
| 10,115            | Fréquence préférentielles pour le trafic I.O.T.A. et UFT en radiotélégraphie, bande des 30 mètres en C.W.                |
| 10,116            | Radioamateurs en radiotélégraphie en faible puissance, bande des 30 mètres en C.W.                                       |
| 10,116 à 10,120   | Société, organisation diverse, Radioamateurs en radiotélégraphie, bande des 30 mètres en C.W.                            |
| 10,120            | Fréquence d’appel en radiotélégraphie, bande des 30 mètres en C.W.                                                       |
| 10,120 à 10,130   | Société, organisation diverse, Radioamateurs en radiotélégraphie, bande des 30 mètres en C.W.                            |
| 10,130 à 10,132   | Société, organisation diverse, Radioamateurs en radiotélégraphie, bande des 30 mètres en Digimodes                       |
| 10,132            | Canal : sécurité civile et Aide Humanitaire et FNRASEC à 10 h le 1er dimanche du mois en U.S.B.                          |
| 10,132 à 10,140   | Organisation, Sécurité Civile, Radioamateurs en radiotélégraphie, bande des 30 m en U.S.B./Digimodes                     |
| 10,140 à 10,142   | Société, armée, organisation diverse, Radioamateurs bande des 30 mètres en Digimodes                                     |
| 10,142            | Canal : sécurité civile ADRASEC en U.S.B.                                                                                |
| 10,142 à 10,144   | Société, armée, organisation diverse, Radioamateurs bande des 30 mètres en Digimodes                                     |
| 10,144            | DKØWCY: prévision de propagation, information activité solaire, aurore, divers… P:30 W en Digimodes/C.W.                 |
| 10,144 à 10,149   | Société, armée, organisation diverse, Radioamateurs bande des 30 mètres en Digimodes                                     |
| 10,1495           | Balises internationales intermittentes à temps partagé, bande des 30 mètres en C.W.                                      |

## Les antennes

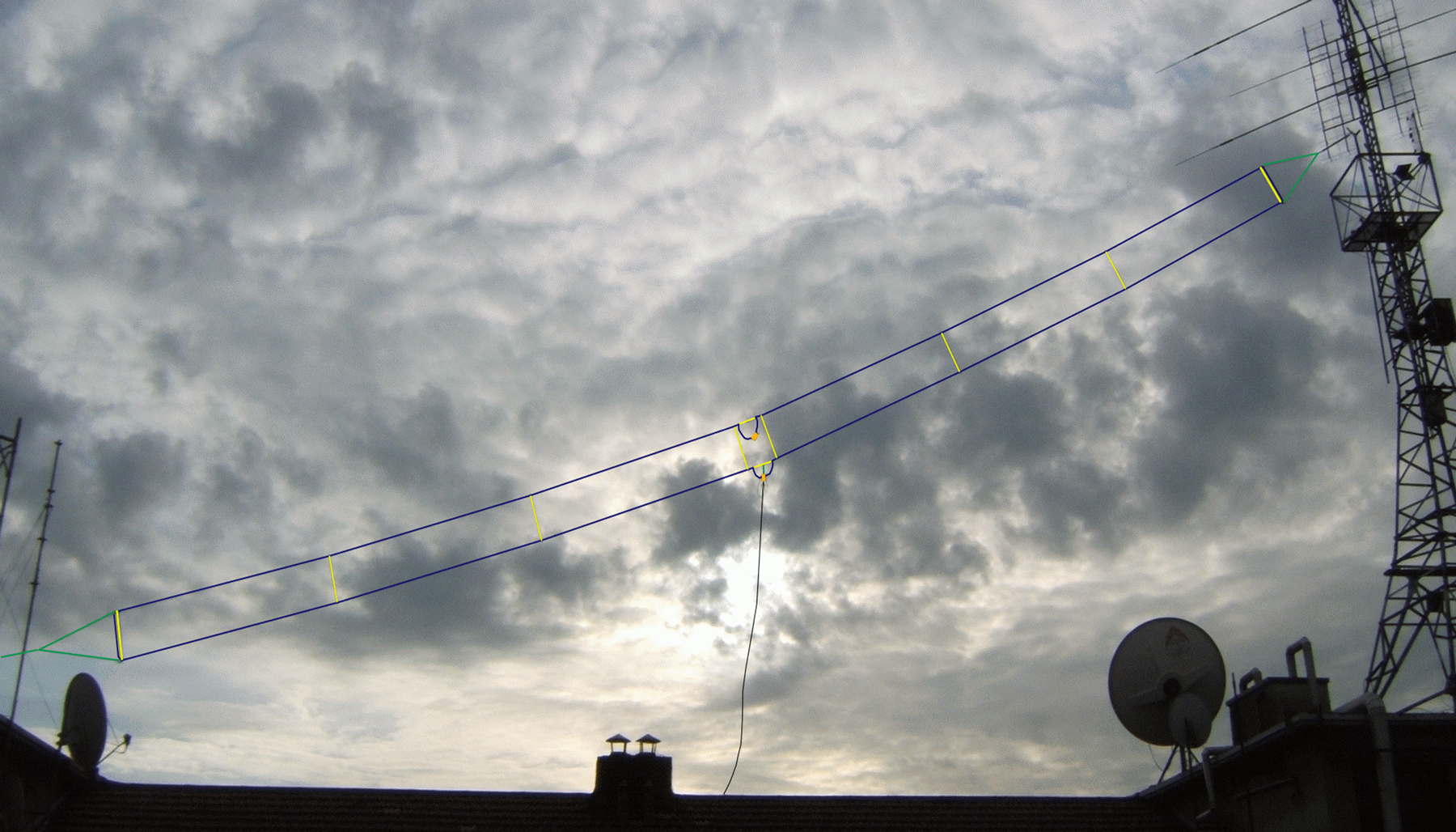
Antenne apériodique (W3HH) (T2FD)

Les antennes les plus utilisées sur cette bande :
- Antenne Yagi
- Antenne log-périodique
- Antenne fouet à capacité terminale
- Antenne fouet hélicoïdale
- Antenne fouet à bobine
- Antenne dipolaire ou dipôle
- Antenne losange
- l’antenne Conrad-Windom
- l’antenne Levy
- l’antenne Zeppelin
- l’antenne delta-loop verticale ou horizontale.
- Antenne cadre
- l’antenne en "L"
- Antenne dipolaire en « V » inversé demi-onde
- l’antenne apériodique (W3HH) (T2FD)
- l’antenne long-fil
- l’antenne NVIS
- l'antenne G5RV
- Antenne en T
- L'antenne radioélectrique pour être efficaces est longue d'une demi-onde peut être soutenue par un cerf-volant porte antenne de type stationnaire ou par un ballon porte antenne[3] pour la réception des ondes radioélectriques.

## La propagation sur la bande 10 MHz

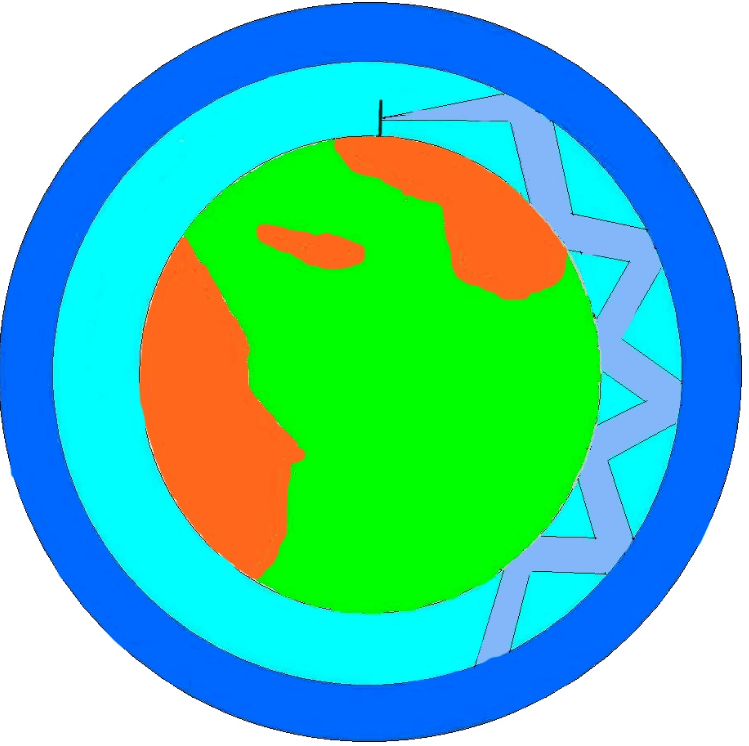
La propagation par onde réfléchie entre ciel et terre.

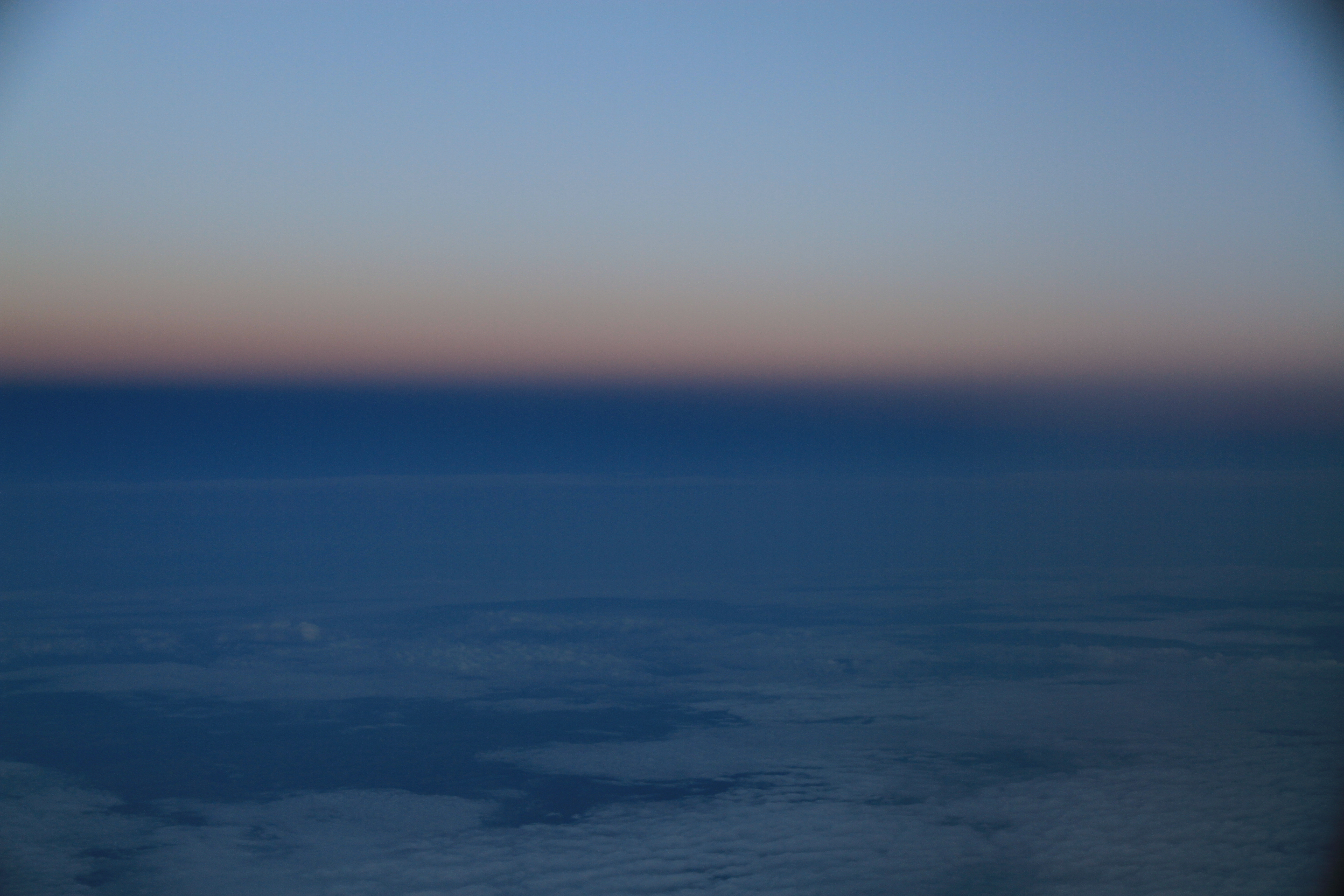
Ligne grise ou Grey line en anglais.

- Ouverture 24 heures sur 24 pour les communications continentales.
- Distance de saut passant de 300 km le jour à 1 000 km de nuit.
- Communication intercontinentale possibles lorsqu’il fait nuit entre le lieu d’émission et de réception.
- De plus on rencontre en partant de l’émetteur une petite zone de réception par onde de sol, une zone de silence, une zone de réception indirecte, une zone de silence, une zone de réception indirecte, une zone de silence et ainsi de suite. L’énergie radiofréquence est réfléchie par les couches de l'ionosphère. Ces réflexions successives entre le sol ou la mer et les couches de l'ionosphère permette des liaisons radiotélégraphique intercontinentales.
- Le matin ou le soir quand la terre entre ou sort de la nuit, une zone entre le ciel bleu en jour et le ciel transparent de la nuit est appelé ligne grise ou Grey line en anglais, c'est le moment plus favorable pour les radiocommunications à longue distance. La ligne grise relie un pôle a l'autre et se modifie au gré des saisons modifiant du coup la propagation à longue distance de cette bande, cela pour une durée de 30 minutes.

Cliquer sur le lien et visualisez la ligne grise en temps réel

Pour obtenir la carte actualisée de la Terre. 

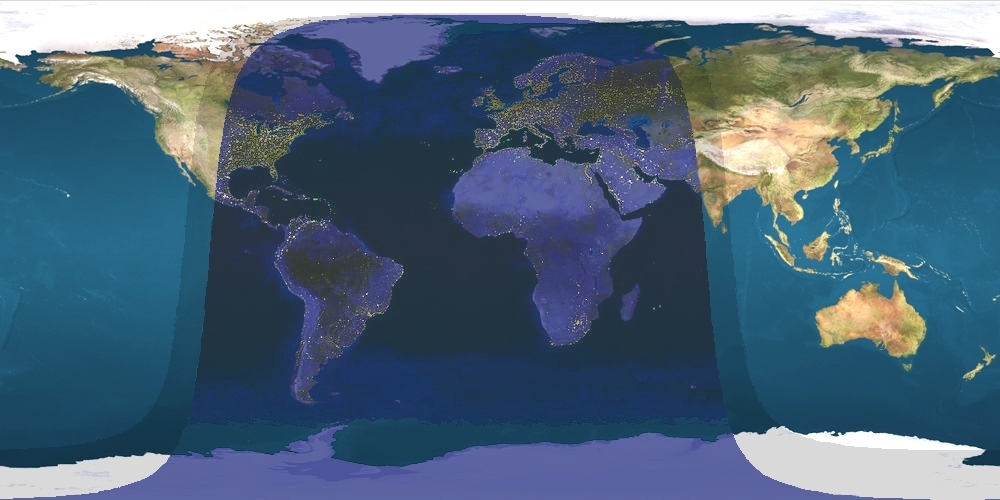
Parcours nocturnes et éclairé par le soleil à 01h UTC
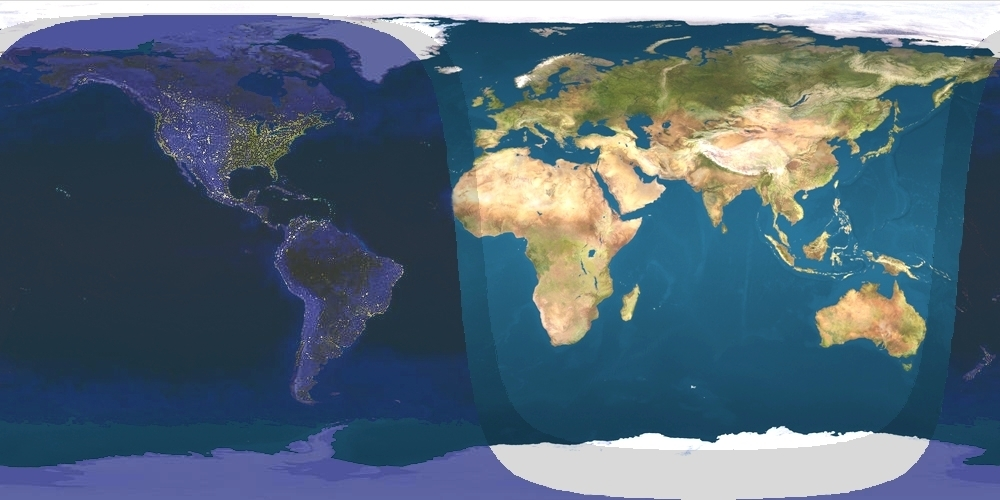
Parcours nocturnes et éclairé par le soleil à 07h UTC
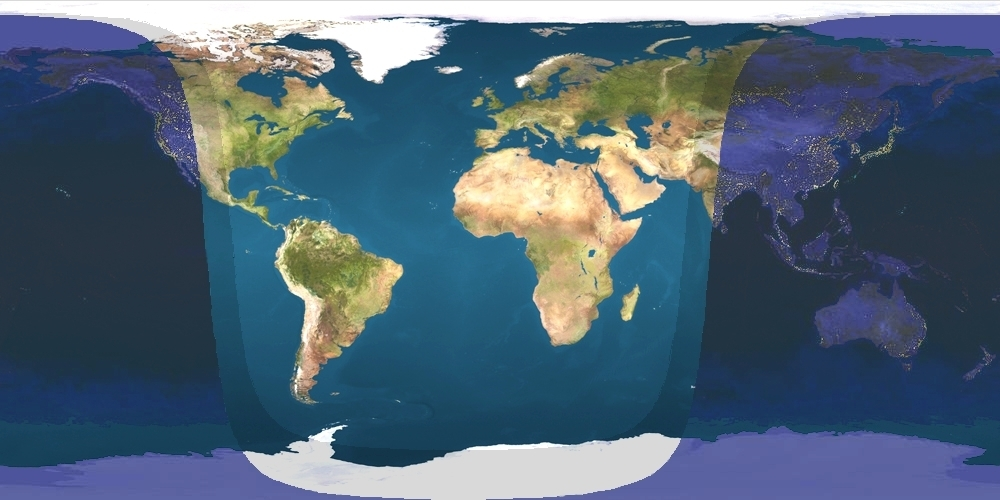
Parcours nocturnes et éclairé par le soleil à 13h UTC
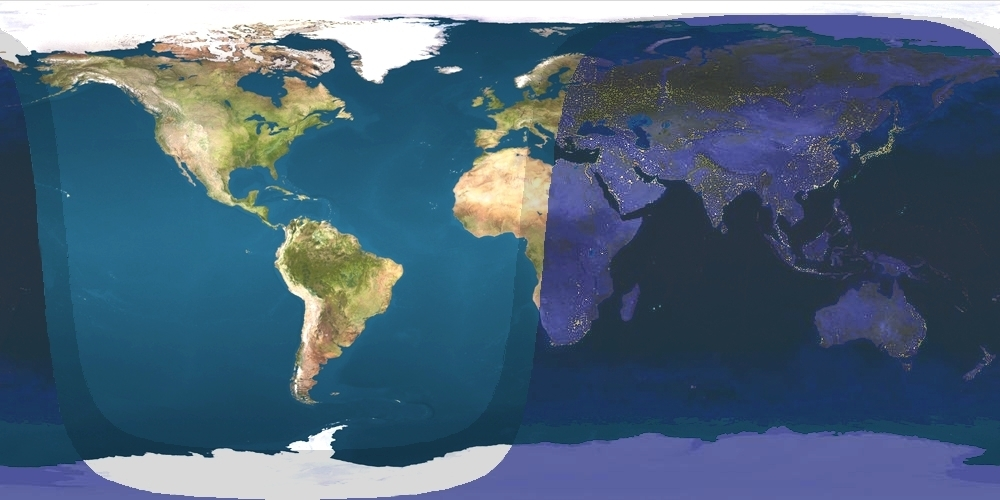
Parcours nocturnes et éclairé par le soleil à 17h UTC
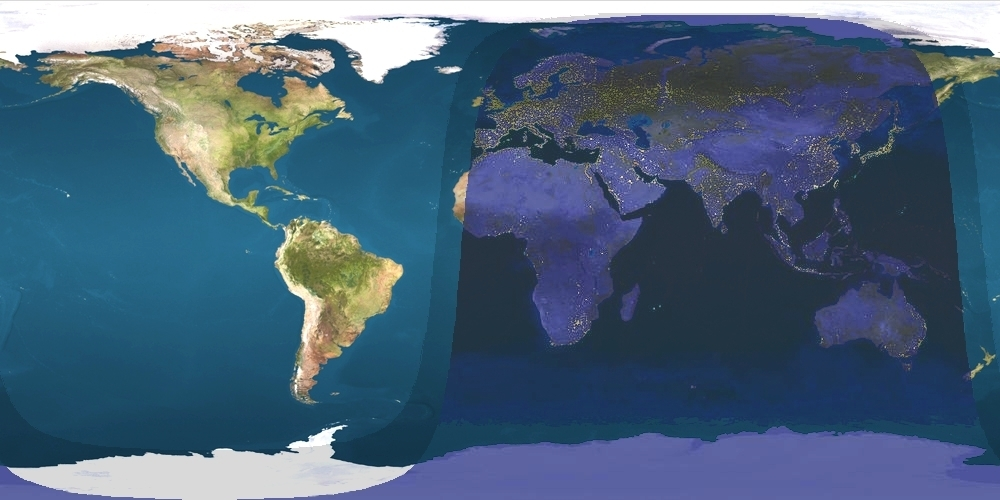
Parcours nocturnes et éclairé par le soleil à 19h UTC
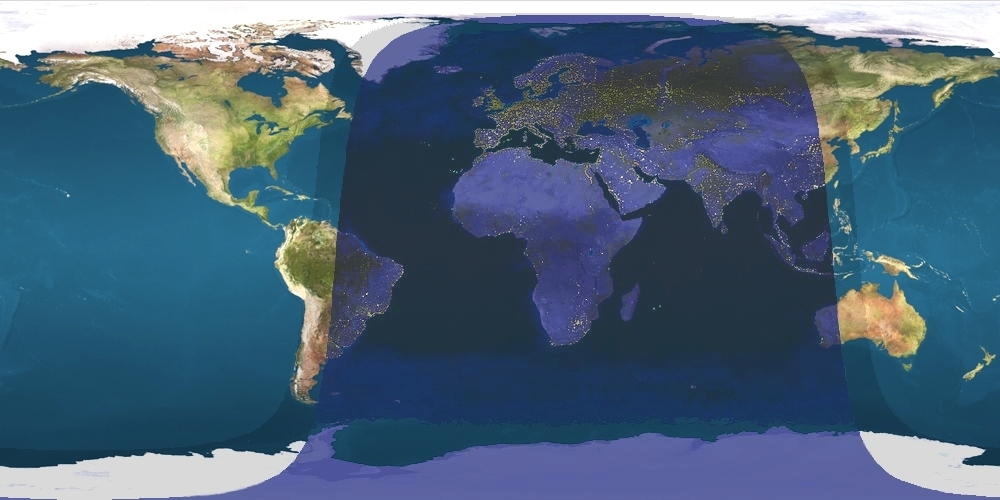
Parcours nocturnes et éclairé par le soleil à 22h UTC